# Parafia Matki Bożej Królowej Różańca Świętego w Majdanie
Parafia Matki Bożej Królowej Różańca Świętego w Majdanie – parafia rzymskokatolicka należąca do dekanatu wołomińskiego, diecezji warszawsko-praskiej, metropolii warszawskiej Kościoła katolickiego. 
W parafii posługują księża diecezjalni. 
Parafia została erygowana 25 marca 1996 roku przez bpa Kazimierza Romaniuka

## Zasięg parafii
Do parafii należą wierni z następujących miejscowości: Cięciwa, Leśniakowizna, Majdan, Mostówka, Zielonka (Osada Gajówka)